# Упсальська мечеть
Упсальська мечеть (швед. Uppsala Moské) — невелика мечеть, розташована в місті Уппсала, Швеція. Побудована у 1995. Під час будівництва мечеть помилково називали найпівнічнішою мечеттю у світі (насправді найпівнічнішою була Санкт-Петербурзька мечеть). До завершення спорудження мечеті в Умео ця мечеть буде найпівнічнішою в Швеції.